# Tilskuereffekten
Tilskuereffekten, eller tilskuerapati, er en socialpsykologisk teori, der postulerer at individer er mindre tilbøjelige til at tilbyde at hjælpe et offer i situationer hvor der også er andre mennesker til stede. Teorien blev fremlagt for første gang i 1964 og siden da har der været foretaget meget forskning, hovedsageligt i laboratorier, hvor der er blevet forsket i en række forskellige faktorer, såsom antallet af tilskuere, flertydighed, sammenhængskraft og ansvarsdiffusion som styrker gensidig fornægtelse. Teorien blev inspireret af mordet på Kitty Genovese, som det fejlagtigt blev rapporteret at 38 tilskuere havde set på uden at gribe ind. Nylig forskning har fokuseret på begivenheder fra den virkelige verden, fanget på overvågningskameraer, og der bliver i stigende grad stillet spørgsmålstegn ved effektens sammenhæng og robusthed. Nylige studier har også vist at denne effekt kan generaliseres til arbejdspladser, hvor underordnede ofte ikke informerer deres manager om idéer, bekymringer og holdninger hvis andre er til stede.